# Luis Orta (bryder)
Luis Orta (født 22. august 1994) er en cubansk bryder, der konkurrerer i græsk-romersk stil.
Han repræsenterede Cuba ved sommer-OL 2020 i Tokyo, hvor han tog guld i 60 kg.